# Sainte-Colombe-sur-Guette
Pour les articles homonymes, voir Sainte-Colombe.
Sainte-Colombe-sur-Guette  (en occitan Santa Colomba de Ròcafòrt) est une commune française située dans le sud-ouest du département de l'Aude, en région Occitanie.
Sur le plan historique et culturel, la commune fait partie du Pays de Sault, un plateau situé entre 990 et 1310 mètres d'altitude fortement boisé. Exposée à un climat méditerranéen, elle est drainée par l'Aude, l'Aiguette, le ruisseau de Bailleurs, le ruisseau de Resclause et par deux autres cours d'eau. La commune possède un patrimoine naturel remarquable : deux sites Natura 2000 (le « pays de Sault » et la « haute Vallée de l'Aude et Bassin de l'Aiguette ») et neuf zones naturelles d'intérêt écologique, faunistique et floristique.
Sainte-Colombe-sur-Guette est une commune rurale qui compte 40 habitants en 2022, après avoir connu un pic de population de 393 habitants en 1851. Ses habitants sont appelés les Sainte-Colombois et ses habitantes les Sainte-Colomboises.

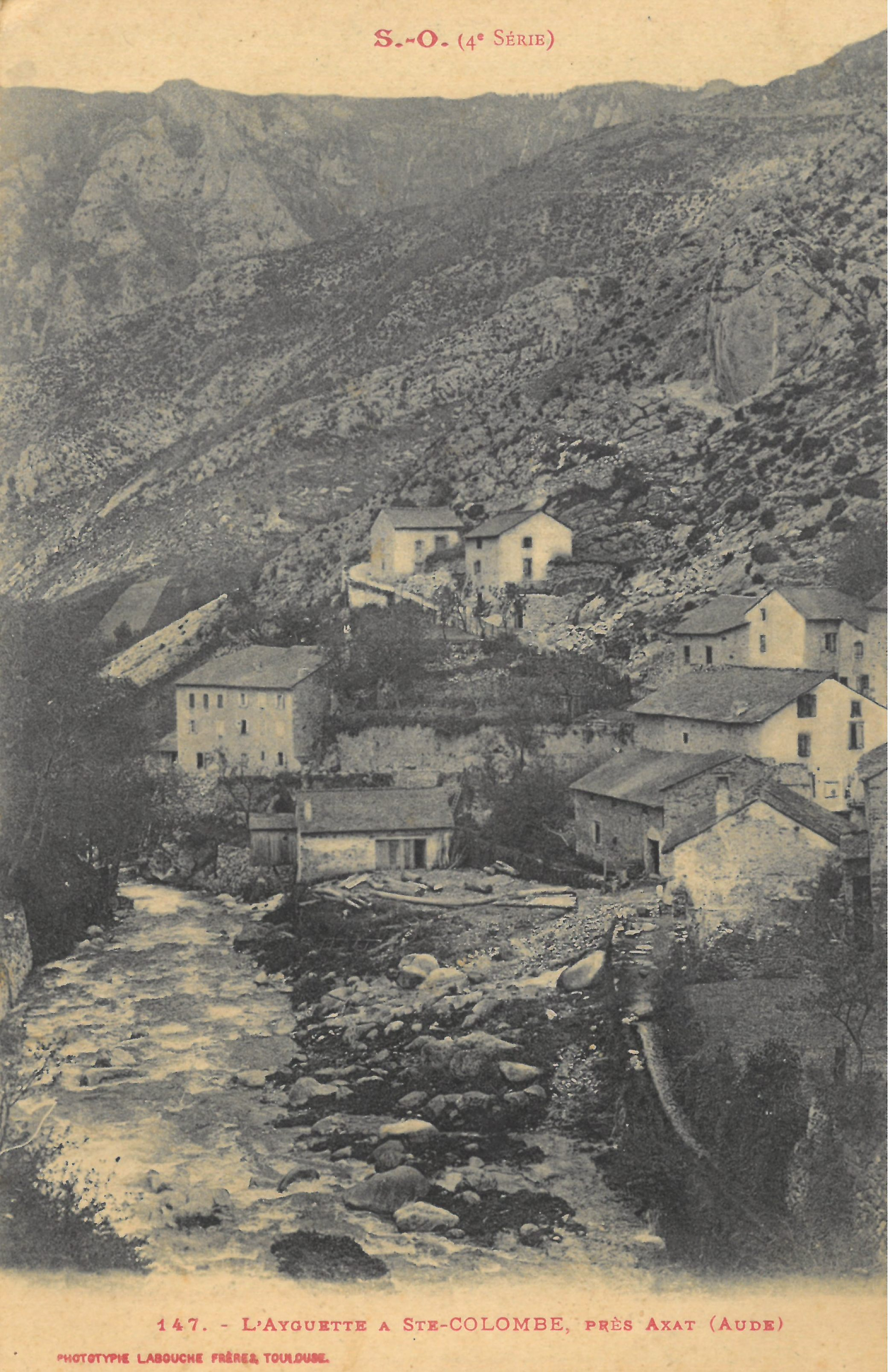
Sainte-Colombe-sur-Guette au début du XXe siècle.

## Géographie
Commune de la haute vallée de l'Aude située sur l'Aiguette, affluent de l'Aude. Elle est limitrophe du département des Pyrénées-Orientales.

### Communes limitrophes
| Artigues           | Axat                                              | Salvezines            |
| Roquefort-de-Sault | Sainte-Colombe-sur-Guette                         |                       |
| Counozouls         | Mosset (Pyrénées-Orientales) (par un quadripoint) | Montfort-sur-Boulzane |

### Hydrographie
La commune est dans la région hydrographique « Côtiers méditerranéens », au sein du bassin hydrographique Rhône-Méditerranée-Corse. Elle est drainée par l'Aude, l'Aiguette, le ruisseau de Bailleurs, le ruisseau de Resclause, le ruisseau de l'Orri et le ruisseau de Madrènes, qui constituent un réseau hydrographique de 16 km de longueur totale,.
L'Aude, d'une longueur totale de 223,59 km, prend sa source dans la commune des Angles et s'écoule du sud vers le nord. Elle traverse la commune et se jette dans le golfe du Lion à Fleury, après avoir traversé 73 communes.
L'Aiguette, d'une longueur totale de 20,19 km, prend sa source dans la commune du Bousquet et s'écoule vers le sud. Elle traverse la commune et se jette dans l'Aude à Artigues, après avoir traversé 5 communes.

### Climat
Pour des articles plus généraux, voir Climat de l'Occitanie et Climat de l'Aude.
En 2010, le climat de la commune est de type climat du Bassin du Sud-Ouest, selon une étude s'appuyant sur une série de données couvrant la période 1971-2000. En 2020, Météo-France publie une typologie des climats de la France métropolitaine dans laquelle la commune est exposée à un climat de montagne ou de marges de montagne et est dans la région climatique Pyrénées orientales, caractérisée par une faible pluviométrie, un très bon ensoleillement (2 600 h/an), un air sec, particulièrement en hiver et peu de brouillards.
Pour la période 1971-2000, la température annuelle moyenne est de 11,5 °C, avec  une amplitude thermique annuelle de 14,3 °C. Le cumul annuel moyen de précipitations est de 875 mm, avec 8,6 jours de précipitations en janvier et 5,8 jours en juillet. Pour la période 1991-2020 la température moyenne annuelle observée sur la station météorologique la plus proche, située sur la commune de Granès à 16 km à vol d'oiseau, est de 13,5 °C et le cumul annuel moyen de précipitations est de 724,6 mm,. Pour l'avenir, les paramètres climatiques de la commune estimés pour 2050 selon différents scénarios d’émission de gaz à effet de serre sont consultables sur un site dédié publié par Météo-France en novembre 2022.

### Milieux naturels et biodiversité

#### Réseau Natura 2000

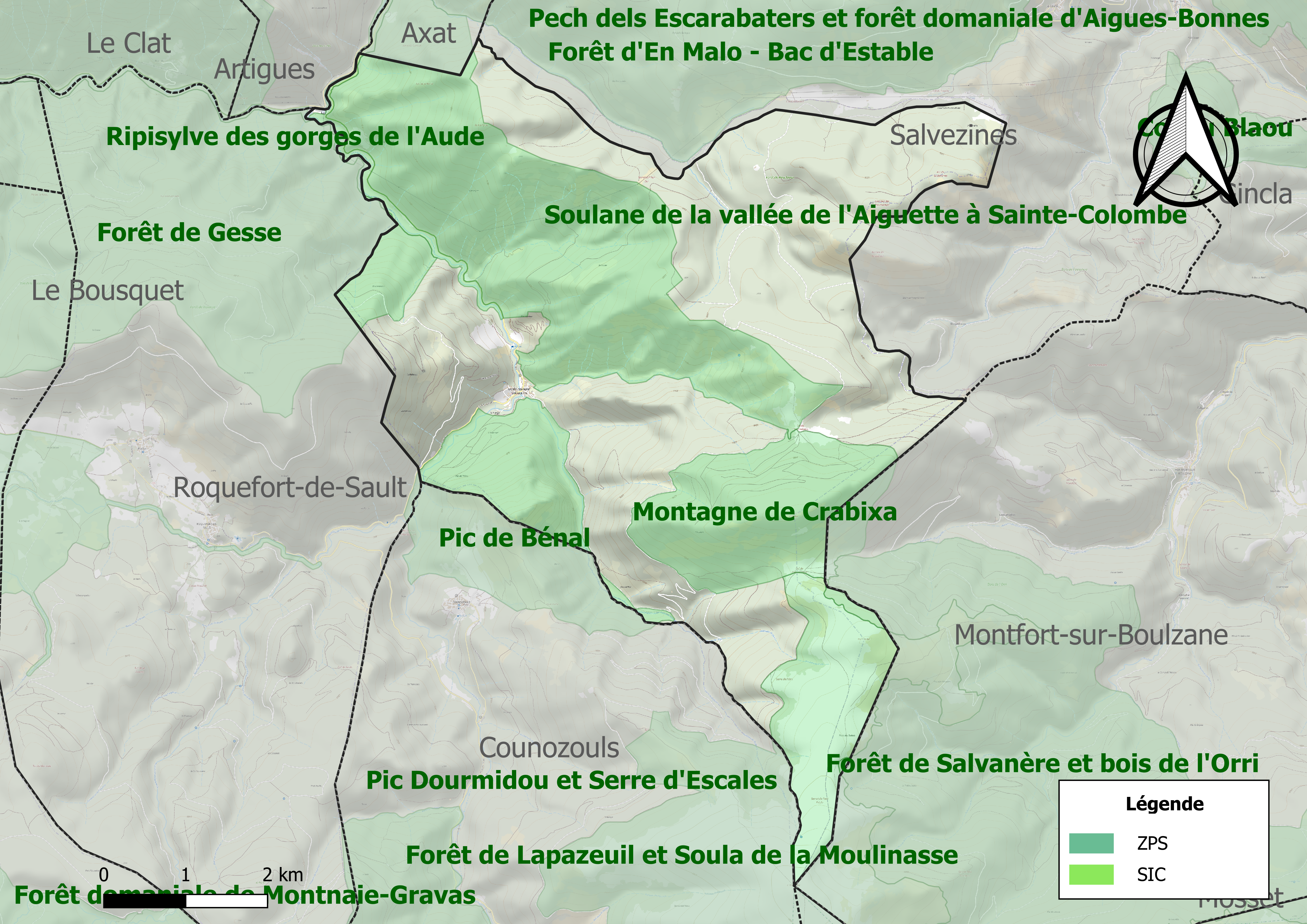
Site Natura 2000 sur le territoire communal.

Le réseau Natura 2000 est un réseau écologique européen de sites naturels d'intérêt écologique élaboré à partir des directives habitats et oiseaux, constitué de zones spéciales de conservation (ZSC) et de zones de protection spéciale (ZPS).
Un site Natura 2000 a été défini sur la commune au titre de la directive habitats :
- la « haute Vallée de l'Aude et Bassin de l'Aiguette », d'une superficie de 17 055 ha, particulièrement intéressant pour ses milieux aquatiques. Il comprend des populations de Desmans des Pyrénées, Barbeau méridional, d'Écrevisse à pattes blanches ainsi que des chabots[15]

et un au titre de la directive oiseaux : 
- le « pays de Sault », d'une superficie de 71 499 ha, présentant une grande diversité d'habitats pour les oiseaux. On y rencontre donc aussi bien les diverses espèces de rapaces rupestres, en particulier les vautours dont les populations sont en augmentation, que les passereaux des milieux ouverts (bruant ortolan, alouette lulu) et des espèces forestières comme le pic noir[16].

#### Zones naturelles d'intérêt écologique, faunistique et floristique
L’inventaire des zones naturelles d'intérêt écologique, faunistique et floristique (ZNIEFF) a pour objectif de réaliser une couverture des zones les plus intéressantes sur le plan écologique, essentiellement dans la perspective d’améliorer la connaissance du patrimoine naturel national et de fournir aux différents décideurs un outil d’aide à la prise en compte de l’environnement dans l’aménagement du territoire.
Six ZNIEFF de type 1 sont recensées sur la commune :
- la « forêt de Gesse » (1 797 ha), couvrant 5 communes du département[18] ;
- la « montagne de Crabixa » (236 ha), couvrant 2 communes du département[19] ;
- le « pic de Bénal » (261 ha), couvrant 3 communes du département[20] ;
- le « pic Dourmidou et Serre d'Escales » (1 248 ha), couvrant 4 communes dont 3 dans l'Aude et 1 dans les Pyrénées-Orientales[21] ;
- la « ripisylve des gorges de l'Aude » (88 ha), couvrant 9 communes du département[22] ;
- la « soulane de la vallée de l'Aiguette à Sainte-Colombe » (603 ha), couvrant 2 communes du département[23] ;

et trois ZNIEFF de type 2, : 
- les « Fenouillèdes audois » (12 141 ha), couvrant 13 communes dont 11 dans l'Aude et 2 dans les Pyrénées-Orientales[24] ;
- les « gorges de l'Aude et de l'Aiguette » (5 612 ha), couvrant 10 communes du département[25] ;
- le « massif du Dourmidou et Forêt de Salvanère » (5 368 ha), couvrant 5 communes dont 3 dans l'Aude et 2 dans les Pyrénées-Orientales[26].

Carte des ZNIEFF de type 1 et 2 à Sainte-Colombe-sur-Guette.
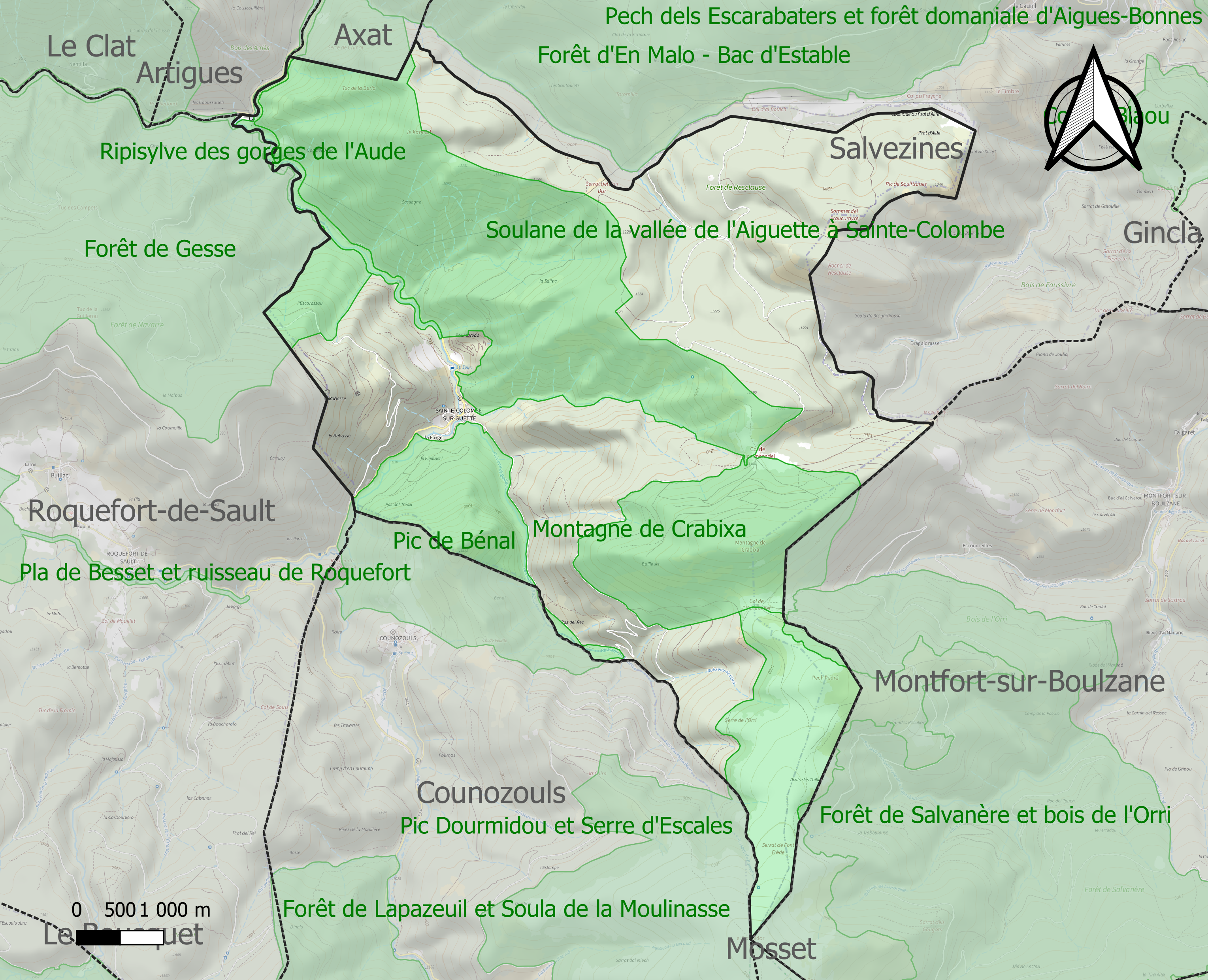
Carte des ZNIEFF de type 1 sur la commune.
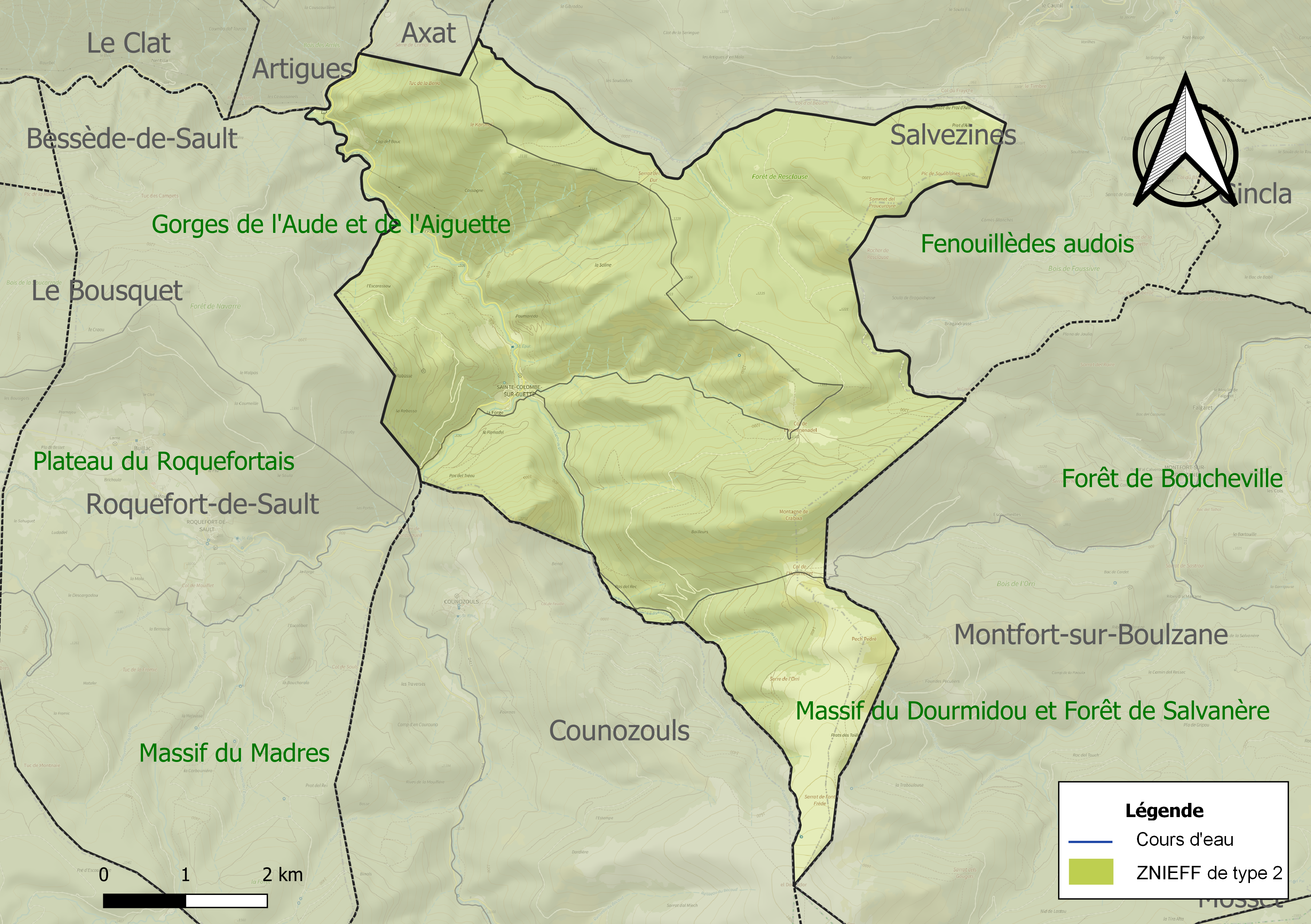
Carte des ZNIEFF de type 2 sur la commune.

## Urbanisme

### Typologie
Au 1er janvier 2024, Sainte-Colombe-sur-Guette est catégorisée commune rurale à habitat très dispersé, selon la nouvelle grille communale de densité à 7 niveaux définie par l'Insee en 2022.
Elle est située hors unité urbaine et hors attraction des villes,.

### Occupation des sols
L'occupation des sols de la commune, telle qu'elle ressort de la base de données européenne d’occupation biophysique des sols Corine Land Cover (CLC), est marquée par l'importance des forêts et milieux semi-naturels (100 % en 2018), une proportion identique à celle de 1990 (100 %). La répartition détaillée en 2018 est la suivante : 
forêts (76,8 %), milieux à végétation arbustive et/ou herbacée (23,2 %). L'évolution de l’occupation des sols de la commune et de ses infrastructures peut être observée sur les différentes représentations cartographiques du territoire : la carte de Cassini (XVIIIe siècle), la carte d'état-major (1820-1866) et les cartes ou photos aériennes de l'IGN pour la période actuelle (1950 à aujourd'hui).

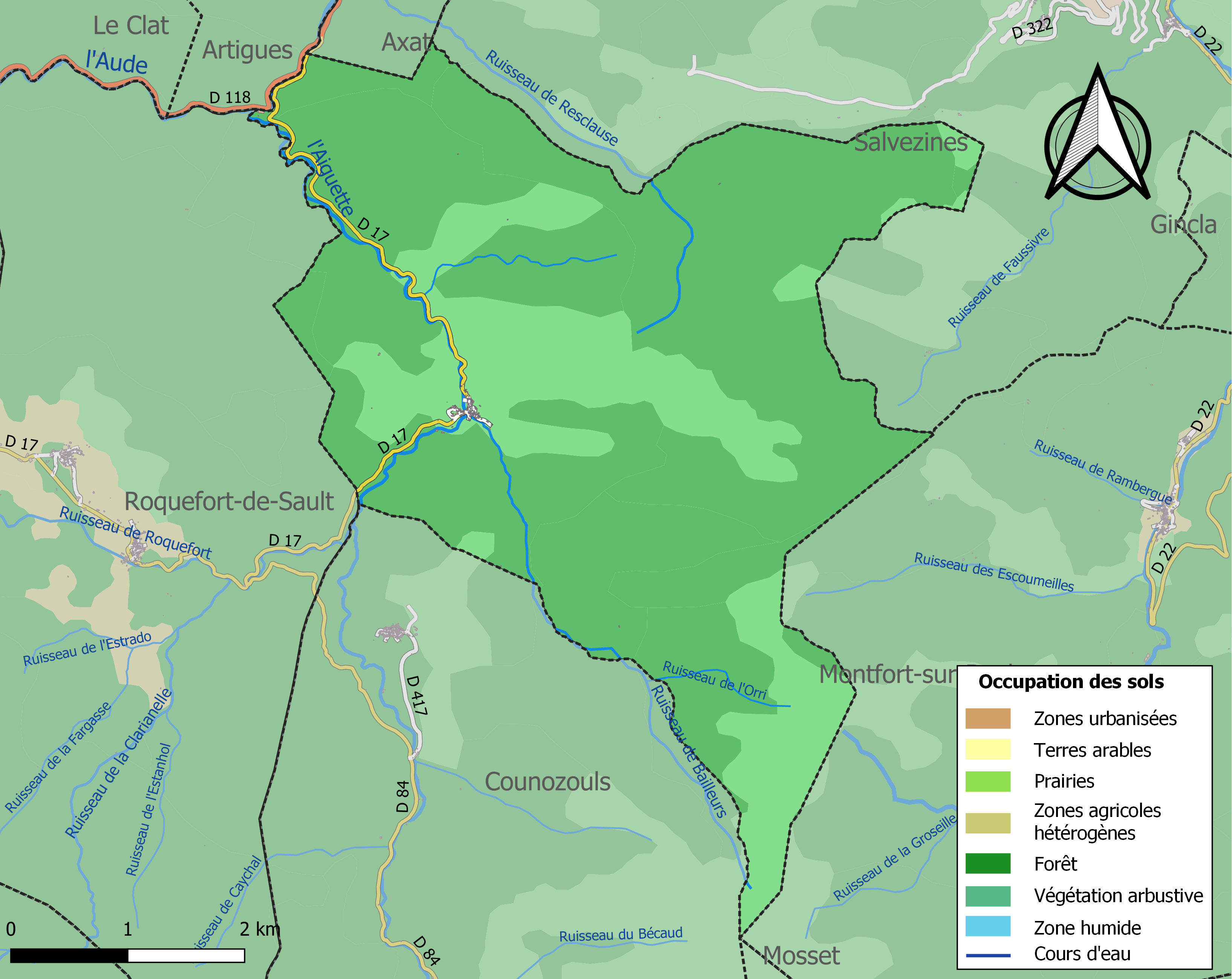
Carte des infrastructures et de l'occupation des sols de la commune en 2018 (CLC).

### Risques majeurs
Le territoire de la commune de Sainte-Colombe-sur-Guette est vulnérable à différents aléas naturels : météorologiques (tempête, orage, neige, grand froid, canicule ou sécheresse) et séisme (sismicité modérée). Il est également exposé à un risque technologique, la rupture d'un barrage, et à un risque particulier : le risque de radon. Un site publié par le BRGM permet d'évaluer simplement et rapidement les risques d'un bien localisé soit par son adresse soit par le numéro de sa parcelle.

#### Risques naturels

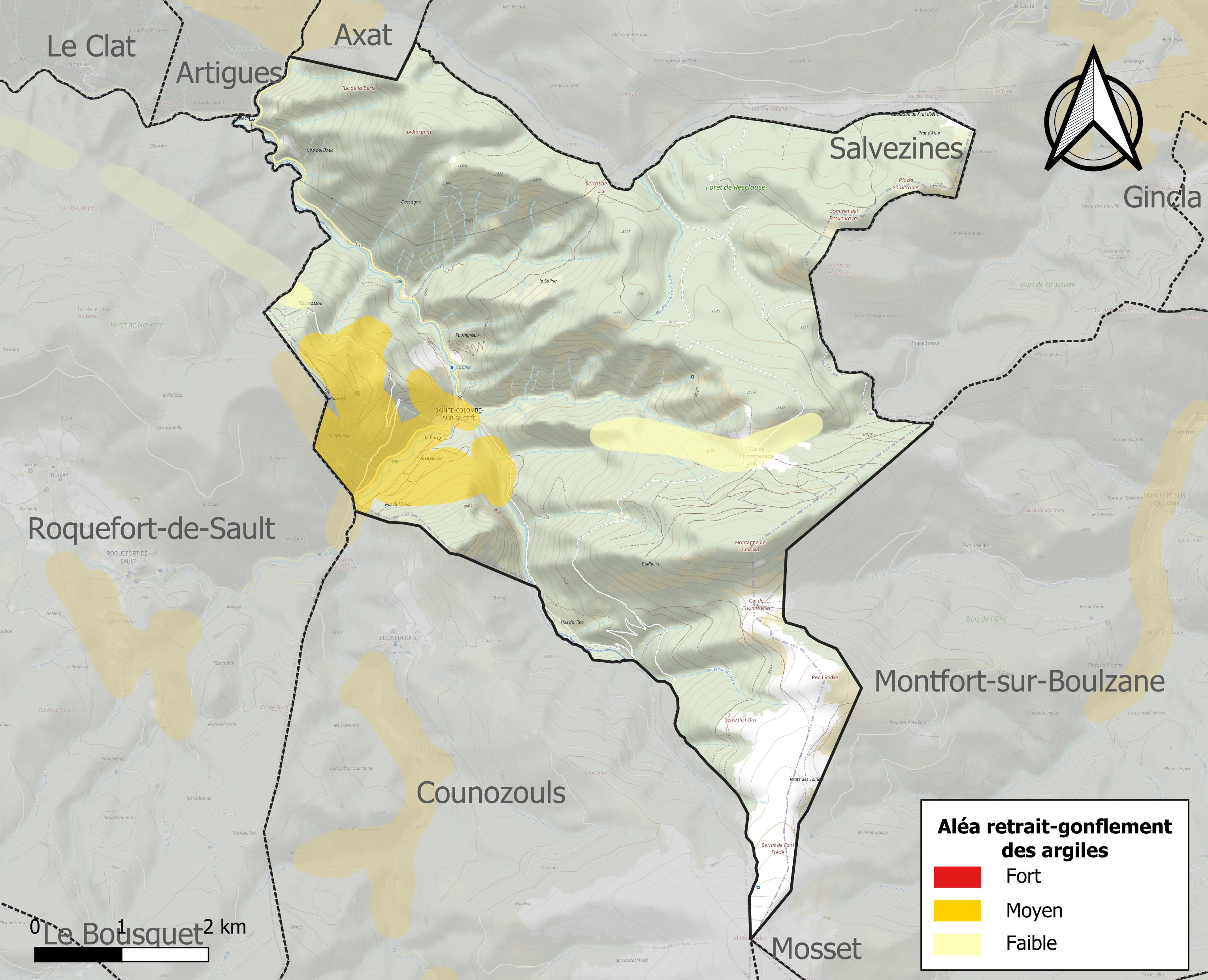
Carte des zones d'aléa retrait-gonflement des sols argileux de Sainte-Colombe-sur-Guette.

Le retrait-gonflement des sols argileux est susceptible d'engendrer des dommages importants aux bâtiments en cas d’alternance de périodes de sécheresse et de pluie. 7,5 % de la superficie communale est en aléa moyen ou fort (75,2 % au niveau départemental et 48,5 % au niveau national). Sur les 95 bâtiments dénombrés sur la commune en 2019, 83 sont en aléa moyen ou fort, soit 87 %, à comparer aux 94 % au niveau départemental et 54 % au niveau national. Une cartographie de l'exposition du territoire national au retrait gonflement des sols argileux est disponible sur le site du BRGM,.

#### Risques technologiques
La commune est en outre située en aval des barrages de Matemale et de Puyvalador, deux ouvrages de classe A, situés dans le département des Pyrénées-Orientales. À ce titre elle est susceptible d’être touchée par l’onde de submersion consécutive à la rupture d'un de ces ouvrages.

#### Risque particulier
Dans plusieurs parties du territoire national, le radon, accumulé dans certains logements ou autres locaux, peut constituer une source significative d’exposition de la population aux rayonnements ionisants. Certaines communes du département sont concernées par le risque radon à un niveau plus ou moins élevé. Selon la classification de 2018, la commune de Sainte-Colombe-sur-Guette est classée en zone 3, à savoir zone à potentiel radon significatif.

## Histoire
Du IXe au XIIIe siècle, le territoire correspondant à Sainte-Colombe fait partie de la vicomté de Fenouillèdes, issue de la division du comté de Razès.

## Politique et administration

### Liste des maires
| Période                                  | Période  | Identité        | Étiquette | Qualité |
| ---------------------------------------- | -------- | --------------- | --------- | ------- |
| mars 2001                                | 2008     | René Cantie     | PS        |         |
| sept 2008                                | 2020     | Guy Bargas      |           |         |
| mai 2020                                 | En cours | Anthony Sanchez |           |         |
| Les données manquantes sont à compléter. |          |                 |           |         |

## Démographie
L'évolution du nombre d'habitants est connue à travers les recensements de la population effectués dans la commune depuis 1793. Pour les communes de moins de 10 000 habitants, une enquête de recensement portant sur toute la population est réalisée tous les cinq ans, les populations de référence des années intermédiaires étant quant à elles estimées par interpolation ou extrapolation. Pour la commune, le premier recensement exhaustif entrant dans le cadre du nouveau dispositif a été réalisé en 2007.

En 2022, la commune comptait 40 habitants, en évolution de −14,89 % par rapport à 2016 (Aude : +2,65 %, France hors Mayotte : +2,11 %).
| 1793 | 1800 | 1806 | 1821 | 1831 | 1836 | 1841 | 1846 | 1851 |
| ---- | ---- | ---- | ---- | ---- | ---- | ---- | ---- | ---- |
| 277  | 164  | 271  | 323  | 341  | 364  | 355  | 374  | 393  |

| 1856 | 1861 | 1866 | 1872 | 1876 | 1881 | 1886 | 1891 | 1896 |
| ---- | ---- | ---- | ---- | ---- | ---- | ---- | ---- | ---- |
| 356  | 360  | 353  | 348  | 341  | 262  | 271  | 279  | 284  |

| 1901 | 1906 | 1911 | 1921 | 1926 | 1931 | 1936 | 1946 | 1954 |
| ---- | ---- | ---- | ---- | ---- | ---- | ---- | ---- | ---- |
| 249  | 269  | 260  | 175  | 158  | 147  | 128  | 117  | 150  |

| 1962 | 1968 | 1975 | 1982 | 1990 | 1999 | 2006 | 2007 | 2012 |
| ---- | ---- | ---- | ---- | ---- | ---- | ---- | ---- | ---- |
| 102  | 86   | 70   | 64   | 58   | 57   | 47   | 46   | 51   |

| 2017 | 2022 | - | - | - | - | - | - | - |
| ---- | ---- | - | - | - | - | - | - | - |
| 46   | 40   | - | - | - | - | - | - | - |

## Économie

### Emploi
| Division       | 2008   | 2013   | 2018   |
| -------------- | ------ | ------ | ------ |
| Commune        | 12,5 % | 20,7 % | 11,1 % |
| Département    | 10,2 % | 12,8 % | 12,6 % |
| France entière | 8,3 %  | 10 %   | 10 %   |

En 2018, la population âgée de 15 à 64 ans s'élève à 27 personnes, parmi lesquelles on compte 55,6 % d'actifs (44,4 % ayant un emploi et 11,1 % de chômeurs) et 44,4 % d'inactifs,. En  2018, le taux de chômage communal (au sens du recensement) des 15-64 ans est inférieur à celui du département, mais supérieur à celui de la France, alors qu'en 2008 il était supérieur à celui du département.
La commune est hors attraction des villes,. Elle compte 13 emplois en 2018, contre 20 en 2013 et 12 en 2008. Le nombre d'actifs ayant un emploi résidant dans la commune est de 12, soit un indicateur de concentration d'emploi de 108,4 % et un taux d'activité parmi les 15 ans ou plus de 33,3 %.
Sur ces 12 actifs de 15 ans ou plus ayant un emploi, 5 travaillent dans la commune, soit 42 % des habitants. Pour se rendre au travail, 75 % des habitants utilisent un véhicule personnel ou de fonction à quatre roues, 16,7 % s'y rendent en deux-roues, à vélo ou à pied et 8,3 % n'ont pas besoin de transport (travail au domicile).

### Activités
3 établissements sont implantés  à Sainte-Colombe-sur-Guette au 31 décembre 2019.
Le secteur de l'industrie manufacturière, des industries extractives et autres est prépondérant sur la commune puisqu'il représente 66,7 % du nombre total d'établissements de la commune (2 sur les 3 entreprises implantées  à Sainte-Colombe-sur-Guette), contre 8,8 % au niveau départemental.
Aucune exploitation agricole ayant son siège dans la commune n'est recensée lors du recensement agricole de 2020 (neuf en 1988),.

## Culture locale et patrimoine

### Lieux et monuments
- Église Sainte-Colombe XIXe : maître-autel XVIIIe en bois sculpté polychrome ; statues XVIIIe en bois peint et doré de la Vierge à l'enfant et de saint Jean.
- Chemin de Croix.
- Col du Garabeil.
- Vestiges de châteaux.
- Restes de moulin.
- Anciennes carrières de dolomie[46] à l'entrée du village (fermées en 2015[47])

### Héraldique
| Blason de Sainte-Colombe-sur-Guette | Blason  | D'azur à la colombe d'argent posée sur une montagne du même d'où s'écoule l'eau d'une source de gueules. |
| Blason de Sainte-Colombe-sur-Guette | Détails | Le statut officiel du blason reste à déterminer.                                                         |